# Дятьковичі (гміна)
Ґміна Дятьковичі — колишня (1934—1939 рр.) сільська ґміна Кобринського повіту Поліського воєводства Польської республіки. Центром ґміни було село Дятьковичі.
Ґміну Дятьковичі було утворено розпорядженням Міністра внутрішніх справ Польщі 23 березня 1928 р.. До новоствореної ґміни включені поселення: 
- з ліквідованої сільської ґміни Ілоськ — села: Березна, Бобки, Буди, Дубова, Лави, Лука, Мазури, Новосілки, Одринка, Полюшин, Ілоськ, Смолярня, Смединя, Фільварки: Ганнопіль, Полюшин, Ілоськ, Колонія-Вінниця, селища: Маряново, Шемотівка, Заілоськ, лісничівка: Юханець;
- з ліквідованої сільської ґміни Зелово вся територія, за винятком села і фільварку Зелово.

У січні 1940 р. ґміна була ліквідована.